# Климатична класификация на Алисов
Климатичната класификация на Алисов е система за класифициране на климата, която се основава на глобалното движение на въздушните маси. Предложена е от съветския климатолог Борис Павлович Алисов през 1936 г. и детайлно доработена през 1950-те години. Прилага се в Русия и в териториите на бившия СССР. В останалия свят широко е разпространена класификацията на климатите, предложена от немско-руския учен Владимир Кьопен (1846 – 1940). В основата ѝ лежат температурният режим и валежите.
При класификацията на Алисов Земята е разделена на климатични пояси, в които климатичните особености са еднакви или сходни за разлика от тези в други части на планетата. Климатичните пояси са широчинно зонирани, в израз на добре изразената закономерност в изменението на климата според географската ширина, независимо от голямото разнообразие на климата в отделните части на земята. Климатичните пояси са най-голямата таксономична единица в климатичното райониране по Алисов.
От екватора към всеки от двата полюса се очертават седем различни по ширина ивици със специфичен климат. Това са климатичните пояси на земята, а именно: един екваториален пояс и по два за съответните полукълба – субекваториален, тропичен, субтропичен, умерен, субполярен и полярен климатичен пояс.
Основните климатични пояси са екваториалният, тропичният, умереният и полярният, а между тях се различават преходни климатични пояси: субекваториален, субтропичен и субполярен.

## Полярни пояси
Заемат областите около двата полюса. Това са най-студените места на земята с постоянна отрицателна температура през цялата година, която достига понякога до −55, −60 °C. Средногодишните температури са отрицателни, а през летните месеци са близки до нулата. Валежите са малко и изключително от сняг.
Значителна част от арктическите острови и гори в пределите на континенталната част на Арктика са покрити с дебели ледници, общата площ на които надхвърля 2 млн. km2. По-голямата част от водната повърхност зад Полярните кръгове през цялата година са покрити с лед, около 11 млн. km2 през зимата и около 8 млн. km2 през лятото. Средната дебелина на сезонния лед е около 1 – 2 m, а на многогодишния достига 3 – 4 m. Ледените могили достигат височина от 3 – 5 m до 10 – 15 m в редки случаи. Само в полярните области се срещат айсберги и ледени острови откъснати от шелфовите ледници.
Температурният баланс в южните райони на Арктика е положителен, приблизително 420 – 630 MJ/m² за година (10 – 15 kcal/cm² за година), което е 2 – 3 пъти по-малко, в сравнение с умерените ширини. В Арктическия басейн балансът е отрицателен, като загубата на топлина е 85 – 125 MJ/m² за година (2 – 3 kcal/cm2 за година). Тази загуба се компенсира от притока на топлина от водните и въздушни маси.

### Типове ландшафти в полярните пояси[2]
- Полярна пустиня: в Северното полукълбо – северните острови на Канадския арктичен архипелаг, ледения купол на Гренландия, архипелазите Шпицберген, Земя на Франц Йосиф, Северна земя, Северния остров на Нова земя, Новосибирските острови и остров Врангел; в Южното полукълбо – цялата територия на Антарктида, без най-северните части на Антарктическия полуостров.
  - Планинска полярна пустиня: в Северното полукълбо – планинските части на островите Елсмиър, Бафинова земя, Гренландия, Шпицберген, планината Биранга на полуостров Таймир; в Южното полукълбо – Трансантарктическите планини в Антарктида.
- Полярна тундра: в Северното полукълбо – южните острови на Канадския арктичен архипелаг, Южния остров на Нова земя, северните брегове на Азия; в Южното полукълбо – най-северните части на Антарктическия полуостров, Южните Шетлъндски, Южните Сандвичеви и Южните Оркнейски острови.

| Станция                 | Средна годишна температура (°С) | Годишна амплитуда (°С) | Годишна сума на валежите (mm) |
| ----------------------- | ------------------------------- | ---------------------- | ----------------------------- |
| Нижнеколимск (Азия)     | -13,2                           | 49,4                   | 172                           |
| Бароу (Северна Америка) | -12,1                           | 33,7                   | 136                           |

## Субполярни пояси
Разположени са около северните и около южните полярни окръжности. За граница на субполярните пояси към умерените пояси служи зимното положение на арктичния (антарктичния) фронт, а към полюсите – лятното положение на същите фронтове. През лятото преобладава въздухът на умерените ширини, а през зимата – арктичен (антарктичен) въздух. Тази смяна настъпва между 65 и 70° с.ш. Субполярния климат в Северното полукълбо (субарктичен климат) се дели на морски (със засилено океанско влияние) и на континентален (със засилено континентално влияние). За развитието и характера на времето главна роля играят фронталните смущения. Средната годишна температура при морския субарктичен климат е около -3 °С, а годишната амплитуда – около 20 °С. При континенталния субарктичен климат средната годишна температура е още по-ниска (-16 °С), а годишната амплитуда е 44 – 63 °С. При все това, лятото е относително топло (средната юлска температура е над 10 °С), а валежите са малки (100 – 300 mm).

### Типове ландшафти в субполярните пояси[2]
- Мъхово-тревиста тундра с океански климат: в Северното полукълбо – Исландия, остров Ян Майен, долините на реките Пенжина и Анадир; в Южното полукълбо – остров Южна Джорджия, архипелазите Кергелен и Крозе.
- Мъхово-лишейна (типична) тундра с умереноконтинентален климат – Северна Аляска, северните континентални части на Канада, северното крайбрежие на Европа, южните части на полуостровите Ямал и Гидански.
  - Планинска тундрово-полярна пустиня – най-северните части на Скандинавските планини, Полярен и Приполярен Урал, планините в Исландия.
- Храстовидна и храстова тундра с континентален климат – южната част на полуостров Таймир, южния бряг на море Лаптеви, северните райони на Якутия.
- Тъмни иглолистни редки гори с умереноконтинентален климат – големи части от Аляска и Северна Канада, средните части на Колския полуостров, Печорската низина.
  - Планинска тундра и редки гори – северните части на Кордилерите в Аляска и Канада, северната част на Средносибирското плато.
- Светли иглолистни редки гори с континентален климат – големи части от Северен и Североизточен Сибир.
  - Планинска тундра, пасища и редки гори – планините в Североизточен Сибир.

## Умерени пояси
Към екватора поясите с умерен климат се ограничават от лятното положение на бореалния фронт, а към полюсите – от зимното положение на арктичния (съответно на антарктичния) фронт. В тези пояси (в Южното полукълбо поясът на умерения климат е представен съвсем слабо) става формирането на въздуха на умерените ширини, наричан още бореален въздух. Характерна за умерения климат е интензивната антициклонална дейност и добре представените преходни сезони (пролет и есен). освен това през зимата нахлуват често арктични въздушни маси, а през лятното полугодие – тропични въздушни маси. Понякога тропичен въздух може да нахлуе и през зимата, но това са по-редки случаи. Умереният климат в Южното полукълбо е представен слабо само в най-южните части на Южна Америка и Южния остров на Нова Зеландия. Валежите са най-обилни по тихоокеанското крайбрежие на Южна Америка и значително по-оскъдни по атлантическото крайбрежие (Патагония).
Поясите на умерения климат се дели на четири подобласти: подобласт с морски (океански) климат, подобласт с преходноконтинентален климат, подобласт с континентален климат и подобласт с мусонен климат.

### Умерен океански (морски) климат
Умереният океански (морски) климат се наблюдава в Западна Европа, западното крайбрежие на Северна Америка, югозападинете части на Южна Америка и Южния остров на Нова Зеландия. Климатът там е влажен, с голяма облачност и чести валежи. Зимата е мека и почти безснежна, а лятото прохладно. Средната годишна температура е между 7 и 10 °С, но годишната амплитуда е малка и се колебае между 6 и 14 °С. Голямо влияние върху образуването на климата в тези райони имат океанските течения.
| Станция                     | Средна годишна температура (°С) | Годишна амплитуда (°С) | Годишна сума на валежите (mm) |
| --------------------------- | ------------------------------- | ---------------------- | ----------------------------- |
| Киларней (Европа)           | 10,1                            | 9,3                    | 1390                          |
| Еванхелистас (Южна Америка) | 6,3                             | 4,5                    | 3028                          |
| Ситка (Северна Америка)     | 6,4                             | 13,3                   | 2161                          |

### Умерен преходноконтинентален климат
Обхваща главно Централна Европа, Швеция, северозападната част на Европейска Русия и част от Балканския полуостров. Характеризира се с относително увеличение на лятната сума на валежите, но годишните валежи са по-малки от тези в местата с океански климат. През зимата голяма част от валежите са от сняг и на много места се образува трайна снежна покривка. Годишните колебания на температурата са около 20 °С, а средната годишна температура е около 9 °С.

### Умерен континентален климат
Умереният континентален климат се наблюдава на обширни територии във вътрешността на континентите Европа, централните части на Азия и Северна Америка. Тук се наблюдава известно отслабване на циклоналната дейност, намаление на относителната влажност на въздуха и постепенно отслабване на валежите с отдалечаване от брега и от океана. Средната годишна температура е ниска, като на много места е само 1 °С, а годишната амплитуда е много голяма и достига около 40 °С. Зимата е сурова и снежна, а лятото горещо.
| Станция                   | Средна годишна температура (°С) | Годишна амплитуда (°С) | Годишна сума на валежите (mm) |
| ------------------------- | ------------------------------- | ---------------------- | ----------------------------- |
| Сарапул (Европа)          | 2,3                             | 35,4                   | 433                           |
| Верхоянск (Азия)          | -16,1                           | 65,2                   | 128                           |
| Уинипег (Северна Америка) | 1,6                             | 38,7                   | 514                           |

### Умерен мусонен климат
Умереният мусонен климат обхваща източните крайбрежие на Азия и Северна Америка в обсега на умерените ширини. Това са предимно далекоизточните райони на Русия и атлантическото крайбрежие на Канада. През зимата там се формира студен континентален въздух. В резултат на това температурите са много ниски, а снеговалежите оскъдни. През лятото се развива активна циклонална дейност и падат обилни валежи. Средната годишна температура е от 0 до 2 °С, а годишната амплитуда е между 25 и 34 °С.
| Станция                        | Средна годишна температура (°С) | Годишна амплитуда (°С) | Годишна сума на валежите (mm) |
| ------------------------------ | ------------------------------- | ---------------------- | ----------------------------- |
| Харбин (Азия)                  | 2,9                             | 42,6                   | 491                           |
| Йорк Фактори (Северна Америка) | -6,6                            | 42                     | 730                           |
| Пунта Аренас (Южна Америка)    | 6,7                             | 13,5                   | 492                           |

### Типове ландшафти в умерените пояси[2]
- Приокеански пасища: в Северното полукълбо – Алеутски, Хебридски и Лофотенски острови, полуостров Аляска; в Южното полукълбо – Фолкландски острови, част от архипелага Огнена земя.
  - Планински ливадно-тундров приокеански ландшафт – планините на полуостров Аляска.
- Западноприокеанска тайга – западно и северозападно крайбрежие на Скандинавския полуостров.
  - Планински лесо-тундров приокеански ландшафт: в Северното полукълбо – плранините в Южна Аляска, западните крайбрежни планини на Канада, Скандинавските планини, планините на полуостров Камчатка и остров Хокайдо, Курилските острови; в Южното полукълбо – южните планински части на остров Огнена земя.
- Източноприокеанска тайга – южната част на полуостров Лабрадор, остров Нюфаундленд, полуостров Нова Скотия, Приамурие, северните и средни части на остров Сахалин, полуостров Камчатка, остров Хокайдо.
  - Планински лесо-хвойнов приокеански ландшафт – планината Сихоте Алин, южните части на остров Сахалин.
- Тъмноиглолистна тайга с умереноконтинентален климат – провинции Онтарио и Уинипег в Канада, северната част на Европейска Русия, Финландия, Швеция.
  - Планински лесо-тундров ландшафт с умереноконтинентален и континентален климат – Канадски Кордилери, планините в Далечния изток и Северна Манджурия.
- Тъмноиглолистна тайга с континентален климат – Северен Саскачеван в Канада, по-голямата част от Западносибирската равнина.
- Светлоиглолистна тайга с континентален и рязко континентален климат – Централен Сибир.
  - Планински лесо-хвойново-тундров ландшафт с рязко континентален климат – планините в Южен Сибир.
- Западноприокеански иглолистни и смесени гори: в Северното полукълбо – бреговете на щатите Вашингтон и Орегон, южната част на Скандинавския полуостров; в Южното полукълбо – Южно Чили, чилийския архипелаг, южната част на остров Тасмания, южната част на Южния остров на Нова Зеландия.
  - Планински лесо-алпийско-ливаден ландшафт: в Северното полукълбо – Бреговите и Скалистите планини и Апалачите в Северна Америка, Пиренеи, Алпи, Карпати, Стара планина, Кавказ в Европа, Манджуро-Корейските планини и планините западно от Пекин в Азия; в Южното полукълбо – западните склонове на Патагонските Анди, Южните Алпи на Южния остров на Нова Зеландия.
- Източноприокеански смесени мусонни гори – долината на река Усури, северната част на остров Хоншу.
- Смесени (иглолистни и широколистни) гори с умереноконтинентален климат: в Северното полукълбо – района на Големите езера, Нова Англия, централната част на Източноевропейската равнина, Амурско-Зейската равнина, Долноамурската низина; в Южното полукълбо – Западна Патагония.
- Дребнолистни гори с умереноконтинентален климат – дълга и тясна ивица в южната част на Западносибирската равнина.
- Смесени (иглолистни и дребнолистни) гори с континентален климат – провинциите Саскачеван и Албърта в Канада.
- Западноприокеански широколистни постоянно влажни гори – Западна Европа, Великобритания, Ирландия, най-южната част на Скандинавския полуостров.
- Източноприокеански широколистни постоянно влажни гори – ападните склонове на Апалачите, Югоизточна Манджурия, равнините на Корейския полуостров.
- Широколистни умерено влажни гори с умереноконтинентален климат – централните източни части на САЩ, Източна Европа (Полша, чехия, Словакия, Западна Украйна).
- Прерии (влажни степи и лесостепи) в източните части на континентите: в Северното полукълбо – централната част на САЩ, Манджурия, северната част на Великата Китайска равнина; в Южното полукълбо – равнините на Южния остров на Нова Зеландия.
- Широколистни лесостехи и ливадни степи с умереноконтинентален климат – Среднодунавска равнина, дълга и тясна ивица в южната част на Източноевропейската равнина, Льосово плато.
- Дребнолистни и иглолистни степи с континентален климат – най-южните части на Западносибирската равнина, Ангарското плато, Забайкалие.
- Степи с умереноконтинентален климат: в Северното полукълбо – Големите равнини в Северна Америка, най-южните части на Източноевропейската равнина, Долнодунавската равнина, Южна Манджурия; в Южното полукълбо – северната част на Огнена земя
  - Планински степно-лесо-тундров и степно-лесо-ливаден ландшафт с континентален климат – планините Алтай, Саяни, Хентай.
- Сухи степи с континентален климат – Орегон, западните части на Големите равнини в Северна Америка, Северен Казахстан, Тувинската котловина.
  - Планински редки гори и степи с континентален климат – планината Монголски Алтай.
- Сухи степи с рязко континентален климат – пустинята Гоби.
- Полупустини и пустини в континеталния климат – Големия басейн в САЩ.
- Полупустини с континентален климат: в Северното полукълбо – югоизточната част на Източноевропейската равнина, Казахската хълмиста земя; в Южното полукълбо – Патагония.
- Пустини с континентален климат – Туранска низина, Прикаспийска низина, Югоизточен Казахстан.
- Полупустини с рязко континентален климат – в Китай.
- Пустини с рязко континентален климат – пустините Такламакан, Алашан, югозападните части на Гоби.
  - Планински пустинно-степен ландшафт с рязко континентален климат – планините Тяншан, Тарбагатай.

## Субтропични пояси
Разположени са между тропичните пояси и поясите с умерен климат. ограничават се от зимното и от лятното положение на полярния фронт. Климатът в тях има преходен характер. През лятото поради изнасянето на субтропичните антициклони на север (съответно на юг в Южното полукълбо) преобладава влиянието на тропичния въздух. През зимния период същите антициклони се оттеглят по посока на екватора. В резултата на това въздухът на умерените ширини обхваща субтропичните райони. В субтропичния също се различават три подобласти: субтропичен климат на западните крайбрежия на континентите, субтропичен климат на източните крайбрежия на континентите и континентален субтропичен климат.

### Субтропичен климат по западните крайбрежия на континентите
Субтропичният климат на западните крайбрежия на континентите е характерен за Мароко, за по-голямата част от крайбрежието на Средиземно море, Калифорния, най-южната част на Африка, югозападното крайбрежие на Австралия и за средните части на Чили. През лятото времето обикновено е ясно, горещо и с оскъдни валежи, а зимата е мека и богата на валежи. Понякога вали и сняг, но снежна покривка не се задържа. Зимните валежи се дължат на циклоналната дейност, която се развива по полярния фронт. На 35° с.ш. средната годишна температура е около 16 °С, а средната годишна амплитуда – между 8 и 10 °С.
| Станция           | Средна годишна температура (°С) | Годишна амплитуда (°С) | Годишна сума на валежите (mm) |
| ----------------- | ------------------------------- | ---------------------- | ----------------------------- |
| Атина (Европа)    | 17,6                            | 18,7                   | 390                           |
| Кейптаун (Африка) | 14,4                            | 8,5                    | 608                           |
| Пърт (Австралия)  | 17,9                            | 10,3                   | 878                           |

### Субтропичен климат по източните крайбрежия на континентите
Субтропичният климат на източните крайбрежия на континентите обхваща част от югоизточното крайбрежие на Африка, източното крайбрежие на Китай, южната половина на Япония, Югоизточна Австралия, югоизточното крайбрежие на САЩ и др. Тук зимата е суха и хладна, а лятото влажно и дъждовно. Средната годишна температура е 15 и 17 °С, а годишната амплитуда – между 15 и 19 °С.

### Субтропичен континентален климат
Субтропичният континентален климат обхваща високото плато на Южна Африка, част от Мала Азия, Иран, Западен и Източен Туркестан, южната част на пустинята Гоби, Северно Мексико, Аризона, Невада и др. Лятото е сухо и горещо, а зимата е хладна и влажна, с много променливо време, придружено с валежи. Тези особености на времето са свързани с преминаващите по полярния фронт циклони. Средната годишна температура е между 17 и 20 °С, а годишната амплитуда достига 26 °С.
| Станция               | Средна годишна температура (°С) | Годишна амплитуда (°С) | Годишна сума на валежите (mm) |
| --------------------- | ------------------------------- | ---------------------- | ----------------------------- |
| Байрам Али (Азия)     | 15,9                            | 29,5                   | 124                           |
| Урумчи (Азия)         | 4,8                             | 37,9                   | 98                            |
| Юма (Северна Америка) | 22,2                            | 20,3                   | 87                            |

### Типове ландшафти в субтропичните пояси[2]
- Приокеански смесени постоянно влажни гори: в Северното полукълбо – Приатлантическа и Мисисипска низина, Колхидска низина, Източен и Югоизточен Китай, южната част на Корейския полуостров, южната част на остров Хоншу, остров Кюшу; в Южното полукълбо – Средно Чили, най-южната част на Бразилската планинска земя, Югоизточна Австралия и щата Виктория, Северния остров и северната част на Южния остров на Нова Зеландия.
  - Планински лесо-алпийско-ливаден приокеански ландшафт с постоянно влажен климат: в Северното полукълбо – планините по южните крайбрежия на Черно (Понтийски планини и др.) и Каспийско море (Елбурс и др.); в Южното полукълбо – Андите в Средно Чили, Драконовите планини в РЮА.
- Редки гори, савани и храсти в източните части на континентите: в Северното полукълбо – атлантическото крайбрежие на Мароко, крайбрежието на Тунис; В Южното полукълбо – Уругвай, най-южните части на Бразилия, южните и югоизточните склонове на Драконовите планини в РЮА, южната част на Голямата вододелна планина в Австралия.
  - Планински лесо-алпийско-ливаден западноприокеански (средиземноморски) ландшафт – планината Сиера Невада, планините в Северозападна Испания и Северна Португалия, остров Сардиния, планините по западното и южно крайбрежие на Мала Азия, планините в Ливан и Сирия, ниските части на Арменската планинска земя.
- Западноприокеански ландшафти със смесени лятно-сухи (средиземноморски) гори и храсти: в Северното полукълбо – западните брегове на Калифорния, голяма част от бреговете на Пиренейския, Апенинския и Балканския полуостров, част от атлантическото крайбрежие на Мароко, Киренайка; в Южното полукълбо – крайбрежието на Средно Чили, югозападния бряг на РЮА, югозападния ъгъл на Австралия.
- Прерии (влажни степи и лесостепи) в източните части на континентите: в Северното полукълбо – западната част на Мисисипската низина, централната част на Великата Китайска равнина; в Южното полукълбо – южната част на Лаплатската низина, малки участъци в южната част на Голямата вододелна планина, най-високите части на Северния остров на Нова Зеландия.
  - Планински лесо-ливаден източноприокеански (мусонен) ландшафт: в Северното полукълбо – платото Озарк в САЩ, планината Цинлин и Гуанси-Джуанска планинска земя в Китай; в Южното полукълбо – северните ниски части на Драконовите планини в РЮА.
- Степи и храсти с умереноконтинентален климат: в Северното полукълбо – южната част на Големите равнини в Северна Америка; в Южното полукълбо – Пампата в Южна Америка, западните склонове в южната част на Голямата вододелна планина в Австралия.
  - Планински храстово-лесо-степен средиземноморски ландшафт: в Северното полукълбо – Бреговите хребети в Калифорния, най-високите части на Гърция, Атласките планини, високите части на Арменската планинска земя; в Южното полукълбо – високите части на Чилийско-Алжентинските Анди.
- Сухи степи и храсти с умереноконтинентален климат: в Северното полукълбо – Калифорнийската долина, платото Колорадо, Южен Тексас, източната част на Пиренейския полуостров, полуостров Апулия в Италия; в Южното полукълбо – платото Кобар в Австралия.
  - Планински лесо-ливадно-степен континентален ландшафт – най-високите части на платото Колорадо, планините Загрос в иран и Източен Наншан в Китай.
- Сухи степи и храсти с континентален климат: в Северното полукълбо – централната част на Мала Азия: в Южното полукълбо – западните части на Пампата в Аржентина, Капските планини в Южна Африка, равнината Наларбор и долния басейн на река Мъри в Австралия.
  - Планински степи и редки гори с континентален климат – планините Западна и Източна Сиера Мадре в Мексико, Сахарски Атлас, Източноиранските планини, Хиндукуш, Централен Памир, Източнотибетските планини.
- Храстови и полухрастови полупустини с континентален климат: в Северното полукълбо – Алжирските шоти (между Тел Атлас и Сахарски Атлас), средиземноморските брегове на Либия и Египет; в Южното полукълбо – южната част на Артезианския басейн и западната част на равнината наларбор в Австралия.
  - Планински пустинно-степен и пустинно-степно-пустинен ландшафт: в Северното полукълбо – планините Паропамиз, Западен Памир, Кунлун, Хималаите, източната част на Тибетската планинска земя; в Южното полукълбо – планинските части на Аржентинските Сиери.
- Храстови и полухрастови полупустини и пустини с континентален климат: в Северното полукълбо – Мексиканската Меса, Сирийската пустиня, югозападната част на Туранската низина; в Южното полукълбо – ниските части на Аржентинските Сиери, равнината на езерото Еър в Австралия.
  - Планински пустинен ландшафт с рязко континентален климат – Източен Памир, централната част на Тибетската планинска земя.
- Полупустини и пустини с рязко континентален климат – Ирански и Афгански планини в Иранската планинска земя.

## Тропични пояси
Тропичните пояси се състоят от две ивици разположени в съседство със субекваториалните пояси. Откъм екватора се ограничават с лятното положение на тропичния фронт, а от към умерените ширини на двете полукълбо – със зимното положение на полярния фронт. Тропичният въздух се формира за сметка на трансформацията на въздух от умерените ширини и на екваториален въздух, пренесен във височина от антипасатите. Тропичният въздух преобладава през цялата година. В пояса на тропичния въздух се наблюдават три подобласти: тропичен климат на западните крайбрежия, тропичен климат на източните крайбрежия на континентите и континентален тропичен климат.

### Тропичен климат на западните крайбрежия на континентите
Климатът на западните крайбрежия се характеризира с постоянни инверсии. В ниските слоеве на атмосферата се разполагат хладни въздушни маси, които нахлуват откъм север (съответно откъм юг), а във височина съществува по-топъл въздух. Благодарение на това, въпреки голямата влажност на приземния въздух, не може да се развие дъждовна облачност. Ето защо валежите в тази подобласт са много оскъдни (около 20 mm). Средната годишна температура е около 19 °С, а годишната амплитуда е само около 5 °С. Ветровете са умерени – около 5 – 8 m/s. В крайбрежните райони пада роса, и често се образуват мъгли. Този тип климат се среща по западните крайбрежия на Северна (Сенегал, Мавритания) и Южна Африка (Ангола, Намибия), Австралия и Южна Америка (Перу, Северно Чили).

### Тропичен климат на източните крайбрежия на континентите
Тропичния климат на източните крайбрежия на континентите се отличава с твърде обилни валежи. Причината за увеличаването на валежите се дължи на пасатните ветрове, които духат от океана към сушата и се явяват носители на влажни въздушни маси. При среща с високи брегове или с крайбрежни планини в резултат на зараждащите се динамични конвекции се образува мощна облачност и падат обилни валежи. В някои райони тези валежи надминават по количество екваториалните. През т.нар. зимен период валежите отслабват. За разлика от екваториалния климат този е по-свеж и по-леко поносим от човека. Средната годишна температура е около 24 °С, а годишната амплитуда – около 6 °С. Разгледаният подтип на тропичния климат е характерен главно за източните крайбрежия на Африка (Танзания, Мозамбик, Мадагаскар), Австралия и за голяма част от атлантическото крайбрежие на Бразилия.

### Тропичен континентален климат
Най-типичен представител на тропичния климат се явява този от вътрешността на континентите и е известен като тропичен континентален климат или тропичен климат на континенталните пустини. Отличава се с голяма сухост, дневни горещини, силно понижение на температурите през нощта и големи денонощни амплитуди (до 40 °С). Годишната температурна амплитуда нараства до 18 °С. Летните горещини чувствително надминават тези от екваториалния пояс. Благодарение на това и средната годишна температура е доста висока: между 24 и 27 °С. Валежите имат случаен характер. На много места минават години, без да падне капка дъжд. Континенталният тропичен климат обхваща повечето от пустините на Земята: Сахара, пустините на Арабския полуостров, Калахари, Австралийските пустини, Атакама и др.
| Станция            | Средна годишна температура (°С) | Годишна амплитуда (°С) | Годишна сума на валежите (mm) |
| ------------------ | ------------------------------- | ---------------------- | ----------------------------- |
| Абасия (Африка)    | 20,1                            | 15,7                   | 32                            |
| Фарина (Австралия) | 19,7                            | 17,2                   | 166                           |
| Джеда (Азия)       | 27,1                            | 8,6                    | 80                            |

### Типове ландшафти в тропичните пояси[2]
- Източноприокеански постоянно влажни гори: в Северното полукълбо – полуостров Юкатан; в Южното полукълбо – участък (10° – 20° ю.ш.) от източния бряг на Бразилия, източния бряг на Мадагаскар, участък (около 16° ю.ш.) от източното крайбрежие на щата Куинсланд в Австралия, островите Нова Каледония и Вануату.
  - Планински лесо-ливаден ландшафт с източноприокеански постоянно влажни гори: в Северното полукълбо – Централния Вулканичен Мексикански масив; в Южното полукълбо – участък (20° –30° ю.ш.) от източните склонове на Бразилската планинска земя, източните склонове на планините в Мадагаскар.
- Сезонно влажни смесени (листопадни и вечнозелени) гори: в Северното полукълбо – карибския бряг на Никарагуа, ниските части на остров Хаити; в Южното полукълбо – участък (6° –20° ю.ш.) от източните и южни части на Бразилската планинска земя, северната част на Лаплатската низина, южните брегове на Мозамбик, източното крайбрежие на Австралия между 16° – 28° ю.ш.
  - Планински лесо-степен и лесо-ливаден сезонно влажен ландшафт: в Северното полукълбо – планината Южна Сиера Мадре в Мексико и планините в Централна Америка; в Южното полукълбо – най-високите части на Бразилската планинска земя, централните планински части на Мадагаскар, планините в Йемен, предпланините на Каракорум.
- Савани, редки гори и храсти със сезонно овлажняване: в Северното полукълбо – остров Куба, тихоокеанското крайбрежие на Гватемала, Пенджаб; в Южното полукълбо – Гран Чако, междуречието Замбези – Лимпопо, басейна на река Окаванго, западните части на Мадагаскар, северните части на Голямата вододелна планина в Австралия.
  - Планински степи и редки гори: в Северното полукълбо – Оманските и Сюлеймановите планини; в Южното полукълбо – източните склонове на Андите в Боливия.
- Вътрешноконтинентални опустинени савани, редки гори и храсти – района между Андите и Гран Чако, пустинята Калахари, Големия Артезиански басейн в Австралия.
  - Планински пустинни редки гори и храсти: в Северното полукълбо – планините в Еритрея, Северна Етиопия и Северна Сомалия, Южноиранските планини; в Южното полукълбо – хребетите на Андите в Перу, Чили и Аржентина.
- Вътрешноконтинентални храстови полупустини с континентален климат: в Северното полукълбо – Южна Сиера Мадре в Мексико, южната част на Сахара, Източна Етиопия, централните части на Намибия, пустинята Тар и Южен Пенджаб; в Южното полукълбо – Югозападен Мадагаскар, Западна и Централна Австралия.
  - Планински пустинно-степен ландшафт: в Северното полукълбо – планинските масиви Ахагар и Тибести в Сахара; в Южното полукълбо – източната част на платото Пуна в Боливия, планините Мъсгрейв и Макдонъл в Австралия.
- Вътрешноконтинентални пустини с континентален климат: в Северното полукълбо – Западна, Централна и Източна Сахара; в Южното полукълбо – източната част на пустинята Атакама в Чили, пустините Гибсън, Виктория и Арунта в Австралия.
  - Планински пустинен ландшафт: в Северното полукълбо – западните планински брегове на Червено море; в Южното полукълбо – платото Пуна в Боливия, Перу и Чили.
- Западноприокеански полупустини и пустини с висока относителна влажност: в Северното полукълбо – западното крайбрежие на Сахара; в Южното полукълбо – пустинята Атакама, пустинята Намиб, западния бряг на Австралия.
- Вътрешноконтинентални полупустини и пустини с континентален климат – пустините на Арабския полуостров.

## Субекваториални пояси
Те са разположени симетрично на север и на юг от екваториалния пояс, носят още названието пояси на екваториалните мусони и достигат до около 20° северна и южна ширина. Обхващат районите на Судан, Етиопия, Индия, Индокитай, югоизточните провинции на Китай, басейнът на река Ориноко, северната част на Бразилската планинска земя, Зимбабве и северната част на Мозамбик, Северна Австралия и др. С други думи те обхващат местата между лятното и зимното положение на тропичния фронт в Северното и Южното полукълбо. За този климат е характерна сезонната смяна между екваториалния и тропичния въздух. През лятното полугодие тук преобладава влиянието на влажния неустойчив екваториален въздух, който нахлува откъм екватора. Благодарение на това се установява същият тип време както в екваториалния пояс – влажността на въздуха нараства, денонощните амплитуди намаляват, валежите падат след пладне и имат пороен характер. Във вътрешността на континентите тези валежи рядко надминават 1000 – 1500 mm, обаче по планинските склонове, обърнати срещу мусонните ветрове, те понякога достигат 5000 и дори 10 000 mm. зимният период в саваните се отличава с голяма сухост. Това се дължи на тропичния въздух, който нахлува с пасатните ветрове. Сухият период в северния саванен пояс продължава от ноември до април, а дъждовният – от май до октомври. В южното полукълбо те имат обратно разположение.
| Станция                 | Средна годишна температура (°С) | Годишна амплитуда (°С) | Годишна сума на валежите (mm) |
| ----------------------- | ------------------------------- | ---------------------- | ----------------------------- |
| Зунгеру (Африка)        | 27,1                            | 5,3                    | 1130                          |
| Мумбай (Азия)           | 26,3                            | 5,6                    | 1880                          |
| Порт Даруин (Австралия) | 28,1                            | 4,7                    | 1545                          |

### Типове ландшафти в субекваториалните пояси[2]
- Източноприокеански постоянно влажни гори: в Северното полукълбо – Коста Рика, Панама, източната част на Гвианската планинска земя, Индо-Гангската равнина, Южна Бирма, Южен Тайланд; в Южното полукълбо – южната част на остров Нова Гвинея, остров Нова Британия, Соломоновите острови.
  - Планински лесо-ливаден постоянно влажен приокеански ландшафт (по наветрените склонове): в Северното кълбо – планинските части на Коста Рика и Панама, южните склонове на Хималаите; в Южното полукълбо – планините в източната част на остров Нова Гвинея.
- Смесени (листопадни и вечнозелени) гори с кратък сух период: в Северното полукълбо – югозападната част на Панама, южната част на Гвианската планинска земя, северното крайбрежие на Гвинейския залив, северната ограда на падината Конго, Малабарския бряг на Индия, северните части на Виетнам, южните брегове на Китай, Филипините; в Южното полукълбо – югоизточната част на Амазонската низина, северните части на полуостровите Арнхемланд и Кейп Йорк в Австралия.
  - Планински лесо-ливаден сезонно влажен ландшафт: в Северното полукълбо – планините в Коста Рика, най-високите части на Гвианската планинска земя, Етиопската планинска земя, планините в Лаос; в Юното полукълбо – планинският масив Килиманджаро.
- Сезонно влани предимно листопадни гори: в Северното полукълбо – северозападната част на Колумбия, ляносите във Венецуела, Западните Гхати в Индия, североизточната част на полуостров Индостан; в Южното полукълбо – западните и източни части на Бразилската планинска земя, североизточните райони на Боливия, Ангола, Замбия, южните райони на Демократична република Конго, Република Конго, Южна Танзания, Северен Мозамбик, северните части на Австралия.
  - Планински лесо-степен вътрешноконтинентален ландшафт по наветрените склонове: в Северното полукълбо – платото Адамава, Голямата рифтова долина в Африка, планините в Югоизточна Етиопия, планините в Бирма и Тайланд; в Южното полукълбо – Перуанските Анди, Малките Зондски острови.
- Влажни високотревисти савани и саванни гори: в Северното полукълбо –ляносите в Колумбия, Гвинейските планини, Камерун, ЦАР, западните райони на Южен Судан, Уганда, централната част на Индо-Гангската низина, низината на река Иравади; в Южното полукълбо – Северна Боливия, югоизточните и северни части на Бразилската планинска земя, западния бряг на Ангола, Източна Танзания, Северозападен Мадагаскар, югозападната част на Нова Гвинея, централната част на полуостров Арнхемланд, югозападната част на полуостров Кейп Йорк.
- Умерено влажни тревисти савани: в Северното полукълбо – южната част на Гвианската планинска земя, южната част на физикогеографската област Судан, Кения, платото Декан, Югоизточен Тайланд, Камбоджа: в Южното полукълбо – централната част на Бразилската планинска земя, западните части на Ангола, района на езерото Бангвеулу, южната част на полуостров Арнхемланд, южния бряг на залива Карпентария.
- Сухи храстови савани и редки гори: в Северното полукълбо – северното крайбрежие на Колумбия, Северна Кения, Сомалия, Югоизточна Етиопия, Короманделския бряг на Индия; в Южното полукълбо – централната част на Бразилската планинска земя, Северна Боливия, Северна Австралия.
- Опустинени савани, редки гори и храсти: в Северното полукълбо – полуостров Гуахира, северната част на физикогеографската област Судан, полуостров Сомалия; в Южното полукълбо – североизточната част на Бразилската планинска земя, северната част на Централна Австралия.

## Екваториален пояс
Обхваща части от сушата и от водата от двете страни на екватора, с обща ширина около 15°. Разликата в климата над континентите и над океаните е незначителна. Този климатичен пояс обхваща части от Южна Америка, Африка, както и Малайския архипелаг (островите Суматра, Борнео и Нова Гвинея). В Африка екваториалният пояс включва териториите около басейна на река Конго (между 5° с.ш. и 2° ю.ш.) и крайбрежието на Гвинейски залив (до 7 – 8° с.ш.).
Екваториалният климат се характеризира с постоянно високи температури (25 – 27 °C) и малки денонощни (8 – 10 °С) и годишни (1 – 4 °С) амплитуди. Валежите са почти всекидневни, годишната им сума е около 2000 mm. В Южна Америка този климатичен пояс заема по-голямата част от Амазонската низина до подножието на Андите, както и тясна ивица от тихоокеанското крайбрежие. В много отношения климатът тук е сходен с този в Африка. Средногодишните температури са около 25 – 27 °C, а минималните много рядко слизат под 16 °С. Валежите достигат около 3000 mm годишно. Там растителността е буйна и почвите са червеноземни. Влажността на въздуха е много голяма. Средната абсолютна влажност надминава 30 g/m³. Благодарение на голяма влажност а въздуха и интензивното изпарение от почвата, максималните температури рядко достигат 40 °С. В екваториалния пояс не се наблюдават циклонални смущения. Благодарение на това и на малките хоризонтални барометрични градиенти тук през цялата година съществува почти пълно затишие. Валежите имат вътрешномасов характер и се дължат на силните възходящи движения в приземния въздух, които възникват в резултат на прегряването му. Обикновено валежите, придружени от гръмотевици, падат между 14 и 16 часа и имат пороен характер. След изваляването облачността започва бързо да намалява и през нощта настъпва пълно изясняване. Месечните количества на валежите се отличават малко едни от други. Въпреки това се наблюдават два максимума (по време на пролетното и есенното равноденствие) и два минимума (по време на лятното и зимното слънцестоене).
| Станция               | Средна годишна температура (°С) | Годишна амплитуда (°С) | Годишна сума на валежите (mm) |
| --------------------- | ------------------------------- | ---------------------- | ----------------------------- |
| Икитос (Южна Америка) | 24,8                            | 2,4                    | 2623                          |
| Кисангани (Африка)    | 24,7                            | 0,5                    | 1550                          |
| Паданг (о. Суматра)   | 26,2                            | 1,1                    | 4423                          |

### Типове ландшафти в екваториалния пояс[2]
- Постоянно влажни вечнозелени гори (хилеи) – западното крайбрежие на Колумбия, западните и централни части на Амазонската низина, централната част на падината Конго, полуостров Малака, Малайския архипелаг, северната част на остров Нова Гвинея, остров Нова Ирландия.
  - Хилейно-парамосни и хилейно-ливадни планински ландшафти – Колумбийските, Еквадорските (източните склонове) и Перуанските (източните склонове) Анди, масива Камерун, южната планинска част на остров Шри Ланка, планинските части на островите Суматра, Ява, Борнео, Сулавеси, северните планински части на Нова Гвинея, южните планински части на остров Минданао.
- Влажни гори с кратък сух сезон – източната част на Амазонската низина, крайбрежията на Либерия и Кот д'Ивоар, северните и южни части на падината Конго.

## Карта на разположението на природните зони
| Условни обозначения                                         | Условни обозначения | Условни обозначения                                     | Условни обозначения                                                     | Условни обозначения            |
| ----------------------------------------------------------- | --- | ------------------------------------------------------- | ----------------------------------------------------------------------- | ------------------------------ |
| Арктическа пустиня Тундра Тайга Смесени и широколистни гори | Лесостеп, степ Муссонни и вечнозелени субтропични гори Твърдолистни сухи през лятото субтропични гори Мусонни тропични гори | Суха пустиня Полупустиня Полусуха степ Полусуха пустиня | Тревиста савана Дървесна савана Сухи тропични гори Влажни тропични гори | Алпийска тундра Планинска гора |